# Fondsbörse Deutschland

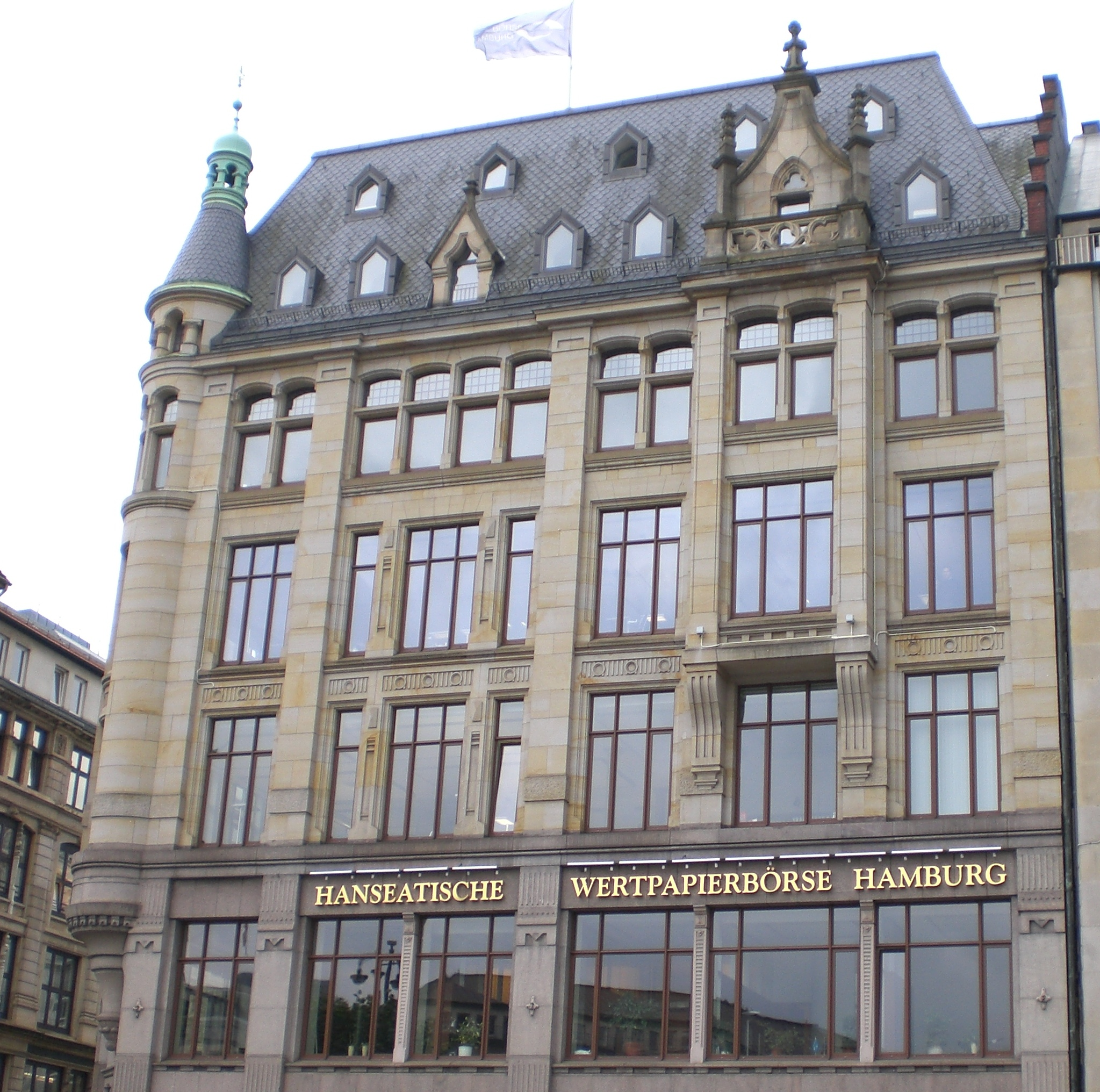
Rathausmarkt-Hof,
Sitz der Börsen AG in Hamburg

Die Fondsbörse Deutschland ist die größte Handelsplattform auf dem Zweitmarkt für geschlossene Fonds in Deutschland.
Seit 1998 wurden auf diesem Marktplatz unter der Dachmarke Zweitmarkt.de Anteile mit einem Nominalwert von mehr als einer Milliarde Euro gehandelt.
Die von Fondsinitiatoren unabhängige Handelsplattform wird von den Börsen Hamburg und Hannover betrieben. Anleger können hier Anteile von rund 5.000 gelisteten geschlossenen Fonds (Immobilien-, Schiffs-, Lebensversicherungs-, Private-Equity- und andere Spezialfonds) handeln. Der Handel unterliegt einer strengen Marktordnung und börsenseitiger Handelsüberwachung.
Die Fondsbörse Deutschland Beteiligungsmakler AG betreut den Handel an der Fondsbörse Deutschland als exklusiver Makler und bringt Verkäufer und Käufer zusammen.

## Geschichte
Die Vorgängergesellschaft der heutigen Fondsbörse Deutschland Beteiligungsmakler AG, die DAI Zweitmarkt GmbH, beteiligte sich seit Anfang 2000 am Aufbau des Zweitmarktes für geschlossene Fonds in Deutschland. Die Tochtergesellschaft der dänischen Marktführerin im Handel mit bestehenden Beteiligungen, DAI Holding, erkannte bereits damals die Bedeutung der Handelbarkeit für die Anlageklasse der geschlossenen Fonds. Damals war ein Ausstieg vor Ende der Laufzeit des jeweiligen Fonds meist schwierig. Der oft einzige Weg führte über den Treuhänder, der Anteile verkaufswilliger Anleger über persönliche Kontakte vermittelte. Heute existiert ein transparenter und liquider Zweitmarkt, auf dem Anteile an mehr als 5.000 gelisteten Fonds gehandelt werden.
Von Herbst 2008 bis Ende 2015 gehörte auch die Börse München zu den Betreibern der Handelsplattform Fondsbörse Deutschland.
Zum 1. Oktober 2014 hat die Fondsbörse Deutschland Beteiligungsmakler AG die Deutsche Zweitmarkt AG übernommen. Mit der Verbindung der beiden größten Maklerunternehmen des Zweitmarkts für geschlossene Beteiligungen, die sich in ihrer strategischen Ausrichtung ergänzen, baute die Fondsbörse Deutschland ihren Marktanteil weiter aus.

## Struktur und Organisation der Fondsbörse Deutschland
Die Fondsbörse Deutschland bietet unter zweitmarkt.de eine Handelsplattform für Anteile geschlossener Fonds.
Der Markt wird organisiert von den Börsen Hamburg und Hannover. Der Handel unterliegt einer strengen Marktordnung und wird von Mitarbeitern der Börsen Hamburg und Hannover überwacht.
Alle Transaktionen werden von der Fondsbörse Deutschland Beteiligungsmakler AG (FDB) als Makler betreut. Die Dienstleistung der FDB besteht in der Vermittlung von Aufträgen zum Kauf oder Verkauf von Beteiligungen an geschlossenen Fonds. Grundlage dieser Dienstleistung ist ein zwischen der FDB und dem Auftraggeber abzuschließender Makler- und Geschäftsbesorgungsvertrag. Die Fondsbörse Deutschland Beteiligungsmakler AG verfügt über eine Erlaubnis zum Betreiben von Finanzdienstleistungen (Anlage- und Abschlussvermittlung gem. § 1 Abs. 1a Satz 2 Nr. 1 und Nr. 2 KWG) und unterliegt als Finanzdienstleistungsinstitut der Aufsicht durch die Deutsche Bundesbank sowie die Bundesanstalt für Finanzdienstleistungsaufsicht (BaFin) mit der ID 129360.

## Gelistete Fonds
An der Fondsbörse Deutschland werden Anteile von mehr als 5.000 gelisteten Fonds gehandelt. Dazu zählen rund 2.300 geschlossene Immobilienfonds, 1.600 Schiffsfonds, 580 Energiefonds, 200 Private-Equity-Fonds, 100 Lebensversicherungszweitmarktfonds, 80 Flugzeugfonds und mehr als 300 geschlossene Fonds sonstiger Anlageklassen.

## Handelsumsatz
Im Jahr 2016 erzielte die Fondsbörse Deutschland Beteiligungsmakler AG einen nominalen Handelsumsatz von 264 Millionen Euro auf dem Zweitmarkt für geschlossene Beteiligungen und vermeldete einen neuen Umsatzrekord (2015: 254 Millionen Euro). Dabei vermittelte das Unternehmen insgesamt 6.344 Fondsanteile. 2013 betrug der Handelsumsatz am Zweitmarkt der Fondsbörse Deutschland nominal 187 Millionen Euro und stieg damit im Vergleich zum Vorjahr (2012: 146 Millionen Euro) um 28 Prozent. Die Anzahl der Vermittlungen erhöhte sich mit 5.016 Stück gegenüber 4.212 Stück im Vorjahr ebenfalls deutlich um rund 19 Prozent.
Seit 1998 wurden mehr als eine Milliarde Euro an nominalem Handelsvolumen umgesetzt.

## Handelsabwicklung und Preisfeststellung
An der Fondsbörse Deutschland wird durch den Makler nach dem Meistausführungsprinzip vermittelt. Das bedeutet, dass der Preis so gewählt wird, dass der größtmögliche Umsatz zustande kommt. Der Käufer, der am meisten zu zahlen bereit ist, erhält den Zuschlag.
Um die Interessen zwischen Käufer und Verkäufer auszugleichen, bildet der Makler den Mittelwert zwischen den beiden höchsten Kaufgeboten oder, wenn nur ein ausführbares Gebot vorliegt, zwischen Kauf- und Verkaufsangebot.
Die Preisfeststellung wird in § 11 (3) der Marktordnung der Fondsbörse Deutschland explizit geregelt: „Der Preis ist so festzusetzen, dass der größtmögliche Umsatz zustande kommt. Zur Ausführung gelangen Kaufaufträge mit den höchsten bzw. Verkaufsaufträge mit den geringsten Preislimits (Preispriorität). Mehrere Gebote mit demselben Limit sind nach der Reihenfolge ihres Eingangs auszuführen (Zeitpriorität). Die Auftragsausführung erfolgt zu dem Preis, der sich aus dem Mittel der beiden besten ausführbaren Kaufgebote ergibt. Liegt nur ein ausführbares Gebot auf der Kaufseite vor, bestimmt sich der Preis nach dem Mittel aus Kauf- und dem Verkaufsgebot mit dem höchsten ausführbaren Preislimit. Genügen die Grundsätze nach Satz 5 und 6 nicht dem Meistausführungsprinzip, ist der Preis unter Berücksichtigung der Interessen der Parteien festzusetzen. Weichen die Limite der zu mittelnden Gebote erheblich voneinander ab, so hat der Makler vor der Preisfeststellung den Auftraggebern eine Taxe bekanntzugeben und die Möglichkeit einzuräumen, das Limit der aufgegebenen Order zu ändern. Das Mittel wird jeweils auf die nächsthöhere Preisstufe gerundet.“
Alle Kauf- und Verkaufsaufträge werden handelstäglich um 14.00 Uhr abgeglichen und anschließend alle vermittelbaren Aufträge ausgeführt. Sofern ein Auftrag aufgrund der Marktlage nicht vollständig ausgeführt werden kann, findet in Ermangelung einer anderslautenden Weisung des Auftraggebers eine Teilausführung statt.
Nach Eingang des Kaufpreises auf dem Treuhandkonto erhält die Fondsgesellschaft bzw. der Treuhänder eine Ausfertigung des Kauf- und Übertragungsvertrages zur Umschreibung der Beteiligung.
Sobald die Umschreibung erfolgt ist bzw. eine Abtretungs- oder Umschreibungsvormerkung vorliegt, wird der Kaufpreis abzüglich Provision, Treuhand- und ggf. anfallenden Bearbeitungsentgelten und fremden Kosten an den Verkäufer ausgezahlt.

## Kooperationen
Banken und Sparkassen können ebenso wie andere Finanzdienstleistungsunternehmen mit der Fondsbörse Deutschland kooperieren, um ihren Kunden einen Zugang zum Zweitmarkt geschlossener Fonds zu bieten. Fonds- und Handelsinformationen können über vielfältige Schnittstellen in interne Systeme eingebunden werden.